# De levende doden
De levende doden is het 106de stripverhaal uit de reeks van De Rode Ridder. Het is geschreven en getekend door Karel Biddeloo. De eerste albumuitgave was in 1983.

## Het verhaal
Johan, de Rode Ridder zoekt tijdens een zwaar onweer een schuilplaats voor de nacht en volgt een lichtschijnsel in de hoop beschutting te vinden maar het licht blijkt vanop een begraafplaats te komen. Een haveloos geklede man komt brullend op Johan afgelopen waardoor zijn paard steigert. Eens het paard onder controle is de man verdwenen. Johan rijdt verder naar een nabijgelegen dorp waar hij de raad krijgt om na zonsondergang binnen te blijven omdat ’s nachts "de levende doden" ronddwalen. De waard en zijn vrouw van de herberg waar Johan verblijft brengen hem op de hoogte van de gebeurtenissen en enkele onverklaarbare sterfgevallen. Een tijdje later redt Johan twee mensen uit de handen van enkele soldaten, die zich voorstellen als de heelmeesters Ermijn en Drusilla. Nadat het drietal in hun kamers in de herberg zijn, komt de waarheid aan het licht. De waard is een helper van de levende doden en laat drie levende doden in de herberg binnen. Johan merkt hen op maar kan ze niet verslaan met zijn zwaard. Gelukkig zijn er de twee heelmeesters die de aanvallers in brand steken. De herberg brandt af en de levende doden worden onder het puin bedolven. Het drietal ontsnapt en vindt onderdak in de burcht van heer Solon. ’s Nachts komt er weer een levende dode uit zijn graf en komt via een geheime tunnel in de burcht terecht. Hij kan Ermijn doden maar wordt door de Rode Ridder over de kantelen geworpen. Al gauw blijkt dat heer Solon samenwerkt met de heks Kunegonde en ze nemen de Rode Ridder gevangen. Johan kan ontsnappen en weet de heks en de burchtheer te verslaan terwijl een tegengif, gemaakt door Drusilla, de levende doden terug zichzelf laat worden.

## Achtergronden bij het verhaal
- Dit is het eerste album dat in kleur uitgegeven wordt. De backcover is volledig vernieuwd en de kleur van de cover is niet meer egaal blauw maar vertoont een verloop van donker naar lichtblauw.
- Karel Biddeloo wordt de allereerste maal als auteur vermeld (in kleine letters in een colofon op een van de laatste bladzijden).
- Van dit album verschijnt ook een Engelse vertaling, de enige ooit.